# 1842년
1842년은 토요일로 시작하는 평년이다.

## 연호
- 청(淸) 도광(道光) 22년
- 일본(日本) 덴포(天保) 13년
- 응우옌 왕조(阮朝) 티에우찌(紹治) 2년

## 기년
- 류큐(琉球) 쇼이쿠왕(尚育王) 8년
- 청(淸) 선종 도광제(宣宗 道光帝) 22년
- 조선(朝鮮) 헌종(憲宗) 8년
- 응우옌 왕조(阮朝) 소치제(紹治帝) 2년

## 사건
- 2월 - 마카오에 기착 중이던 에리콘 호의 함장 장바티스트 세실이 마카오 주재 파리 외방전교회 경리부장 나폴레옹 리브와(Napoléon Libois) 신부에게 조선 학생 한명을 자기에게 통역관으로 달라고 하였다. 리브와 신부는 이번 기회에 여러 해 동안 중단되어 있는 조선교회와의 연락을 다시 시작하기를 희망하며 기꺼이 이 제안을 받아들였다.[1]
- 3월 9일 - 주세페 베르디의 오페라 나부코 초연.
- 3월 - 마카오에서 김대건·최양업 신부가 유학을 마치고 졸업을 하였다.[2]
- 5월 8일 - 파리시와 베르사이유 간 열차 충돌 사고 발생. 59명 사망.
- 6월 12일 - 장 바티스트 세실의 프리게이트 에리곤 호(l'Érigone)에 승선한 선교사 클로드 고틀랑(Claude Gotteland) 신부, 프랑수아 에스테브 신부, 그리고 벤자멩 브뤼에르(Benjamin Brueyre) 신부 일행이 상하이에 도달하였다.[3]
- 8월 9일 - 미국과 영국 간에 웹스터-애슈버턴 조약이 체결되었다. 이로서 미국과 당시 영국의 식민지였던 캐나다 사이의 국경에 해당하는 메인주와 뉴브런즈윅주 경계의 위치를 둘러싼 분쟁을 해결했다.
- 8월 14일 - 세미놀족 인디언이 세미놀족 전쟁에서 플로리다주부터 오클라호마주까지 적에게 강요당했다가 두 번째 세미놀족 전쟁을 종료시키다.
- 8월 29일(음력 7월 24일) - 청나라가 파견한 기영(耆英), 이리포(伊里布)와 영국이 파견한 헨리 포팅거(Henry Pottinger) 간에 남경 하관 강 위의 군함 위에서 난징 조약이 체결됨으로써 제1차 아편 전쟁이 종결되었다. 또한, 대영 제국이 홍콩을 할양받았다.(1997년까지)
- 뉴질랜드 정부 소재지, 러셀에서 오클랜드로 이전.
- 마카오에서 유학을 마친 김대건이 청나라를 거쳐 귀국하려 하였으나, 의주 검문소의 검문이 심해서 실패하였다.

## 탄생
- 1월 11일 - 미국의 철학자, 심리학자 윌리엄 제임스. (~1910년)
- 1월 25일 - 조선의 성리학자 겸 의병장 유인석. (~1904년)
- 2월 4일 - 조선 후기의 문신, 외교관 박정양. (~1905년)
- 3월 28일 - 미국의 군인 윌리엄 H. 카니. (~1908년)
- 5월 12일 - 프랑스의 오페라 작곡가 쥘 마스네. (~1912년)
- 12월 2일 - 영국의 축구 행정가 찰스 윌리엄 앨콕. (~1907년)
- 12월 16일 - 독일의 의사이자 미생물학자 프리드리히 율리우스 로젠바흐. (~1923년)

### 미상
- 조선 철종의 후궁 귀인 조씨. (~1865년)
- 조선 후기의 문신 김홍집. (~1896년)
- 조선 후기의 성서번역가 이수정. (~1886년)
- 조선 후기의 무신 이재명. (~?)
- 대한제국의 문신 이호성. (~?)
- 스코틀랜드의 골프 선수 제이미 앤더슨. (~1905년)

## 사망
- 3월 23일 - 프랑스의 소설가 스탕달. (1783년~)

## 달력
| 1월 |    |    |    |    |    |    |
| 일  | 월 | 화 | 수 | 목 | 금 | 토 |
|     |    |    |    |    |    | 1  |
| 2   | 3  | 4  | 5  | 6  | 7  | 8  |
| 9   | 10 | 11 | 12 | 13 | 14 | 15 |
| 16  | 17 | 18 | 19 | 20 | 21 | 22 |
| 23  | 24 | 25 | 26 | 27 | 28 | 29 |
| 30  | 31 |    |    |    |    |    |

| 2월 |    |    |    |    |    |    |
| 일  | 월 | 화 | 수 | 목 | 금 | 토 |
|     |    | 1  | 2  | 3  | 4  | 5  |
| 6   | 7  | 8  | 9  | 10 | 11 | 12 |
| 13  | 14 | 15 | 16 | 17 | 18 | 19 |
| 20  | 21 | 22 | 23 | 24 | 25 | 26 |
| 27  | 28 |    |    |    |    |    |

| 3월 |    |    |    |    |    |    |
| 일  | 월 | 화 | 수 | 목 | 금 | 토 |
|     |    | 1  | 2  | 3  | 4  | 5  |
| 6   | 7  | 8  | 9  | 10 | 11 | 12 |
| 13  | 14 | 15 | 16 | 17 | 18 | 19 |
| 20  | 21 | 22 | 23 | 24 | 25 | 26 |
| 27  | 28 | 29 | 30 | 31 |    |    |

| 4월 |    |    |    |    |    |    |
| 일  | 월 | 화 | 수 | 목 | 금 | 토 |
|     |    |    |    |    | 1  | 2  |
| 3   | 4  | 5  | 6  | 7  | 8  | 9  |
| 10  | 11 | 12 | 13 | 14 | 15 | 16 |
| 17  | 18 | 19 | 20 | 21 | 22 | 23 |
| 24  | 25 | 26 | 27 | 28 | 29 | 30 |

| 5월 |    |    |    |    |    |    |
| 일  | 월 | 화 | 수 | 목 | 금 | 토 |
| 1   | 2  | 3  | 4  | 5  | 6  | 7  |
| 8   | 9  | 10 | 11 | 12 | 13 | 14 |
| 15  | 16 | 17 | 18 | 19 | 20 | 21 |
| 22  | 23 | 24 | 25 | 26 | 27 | 28 |
| 29  | 30 | 31 |    |    |    |    |

| 6월 |    |    |    |    |    |    |
| 일  | 월 | 화 | 수 | 목 | 금 | 토 |
|     |    |    | 1  | 2  | 3  | 4  |
| 5   | 6  | 7  | 8  | 9  | 10 | 11 |
| 12  | 13 | 14 | 15 | 16 | 17 | 18 |
| 19  | 20 | 21 | 22 | 23 | 24 | 25 |
| 26  | 27 | 28 | 29 | 30 |    |    |

| 7월 |    |    |    |    |    |    |
| 일  | 월 | 화 | 수 | 목 | 금 | 토 |
|     |    |    |    |    | 1  | 2  |
| 3   | 4  | 5  | 6  | 7  | 8  | 9  |
| 10  | 11 | 12 | 13 | 14 | 15 | 16 |
| 17  | 18 | 19 | 20 | 21 | 22 | 23 |
| 24  | 25 | 26 | 27 | 28 | 29 | 30 |
| 31  |    |    |    |    |    |    |

| 8월 |    |    |    |    |    |    |
| 일  | 월 | 화 | 수 | 목 | 금 | 토 |
|     | 1  | 2  | 3  | 4  | 5  | 6  |
| 7   | 8  | 9  | 10 | 11 | 12 | 13 |
| 14  | 15 | 16 | 17 | 18 | 19 | 20 |
| 21  | 22 | 23 | 24 | 25 | 26 | 27 |
| 28  | 29 | 30 | 31 |    |    |    |

| 9월 |    |    |    |    |    |    |
| 일  | 월 | 화 | 수 | 목 | 금 | 토 |
|     |    |    |    | 1  | 2  | 3  |
| 4   | 5  | 6  | 7  | 8  | 9  | 10 |
| 11  | 12 | 13 | 14 | 15 | 16 | 17 |
| 18  | 19 | 20 | 21 | 22 | 23 | 24 |
| 25  | 26 | 27 | 28 | 29 | 30 |    |

| 10월 |    |    |    |    |    |    |
| 일   | 월 | 화 | 수 | 목 | 금 | 토 |
|      |    |    |    |    |    | 1  |
| 2    | 3  | 4  | 5  | 6  | 7  | 8  |
| 9    | 10 | 11 | 12 | 13 | 14 | 15 |
| 16   | 17 | 18 | 19 | 20 | 21 | 22 |
| 23   | 24 | 25 | 26 | 27 | 28 | 29 |
| 30   | 31 |    |    |    |    |    |

| 11월 |    |    |    |    |    |    |
| 일   | 월 | 화 | 수 | 목 | 금 | 토 |
|      |    | 1  | 2  | 3  | 4  | 5  |
| 6    | 7  | 8  | 9  | 10 | 11 | 12 |
| 13   | 14 | 15 | 16 | 17 | 18 | 19 |
| 20   | 21 | 22 | 23 | 24 | 25 | 26 |
| 27   | 28 | 29 | 30 |    |    |    |

| 12월 |    |    |    |    |    |    |
| 일   | 월 | 화 | 수 | 목 | 금 | 토 |
|      |    |    |    | 1  | 2  | 3  |
| 4    | 5  | 6  | 7  | 8  | 9  | 10 |
| 11   | 12 | 13 | 14 | 15 | 16 | 17 |
| 18   | 19 | 20 | 21 | 22 | 23 | 24 |
| 25   | 26 | 27 | 28 | 29 | 30 | 31 |

### 음양력 대조 일람
| 음력월 | 월건 | 대소 | 음력 1일의 양력 월일 | 음력 1일 간지 |
| ------ | ---- | ---- | -------------------- | ------------- |
| 1월    | 임인 | 대   | 2월 10일             | 경술          |
| 2월    | 계묘 | 대   | 3월 12일             | 경진          |
| 3월    | 갑진 | 소   | 4월 11일             | 경술          |
| 4월    | 을사 | 대   | 5월 10일             | 기묘          |
| 5월    | 병오 | 소   | 6월 9일              | 기유          |
| 6월    | 정미 | 소   | 7월 8일              | 무인          |
| 7월    | 무신 | 대   | 8월 6일              | 정미          |
| 8월    | 기유 | 소   | 9월 5일              | 정축          |
| 9월    | 경술 | 대   | 10월 4일             | 병오          |
| 10월   | 신해 | 소   | 11월 3일             | 병자          |
| 11월   | 임자 | 대   | 12월 2일             | 을사          |
| 12월   | 계축 | 소   | 1843년 1월 1일       | 을해          |

## 참고 문헌
- 클로드샤를 달레 (1874). 《Histoire de l'Église de Corée Volume 2(조선교회사 2권)》 (프랑스어).
- 앙리 코르디에(Henri Cordier) (1921). 《중국 및 외국과의 관계에 관한 일반 역사 제4권(Histoire Générale de la Chine et de ses relations avec les pays étrangers : vol.4)》. Librairie Paul Geuthner.